# Rampenloch

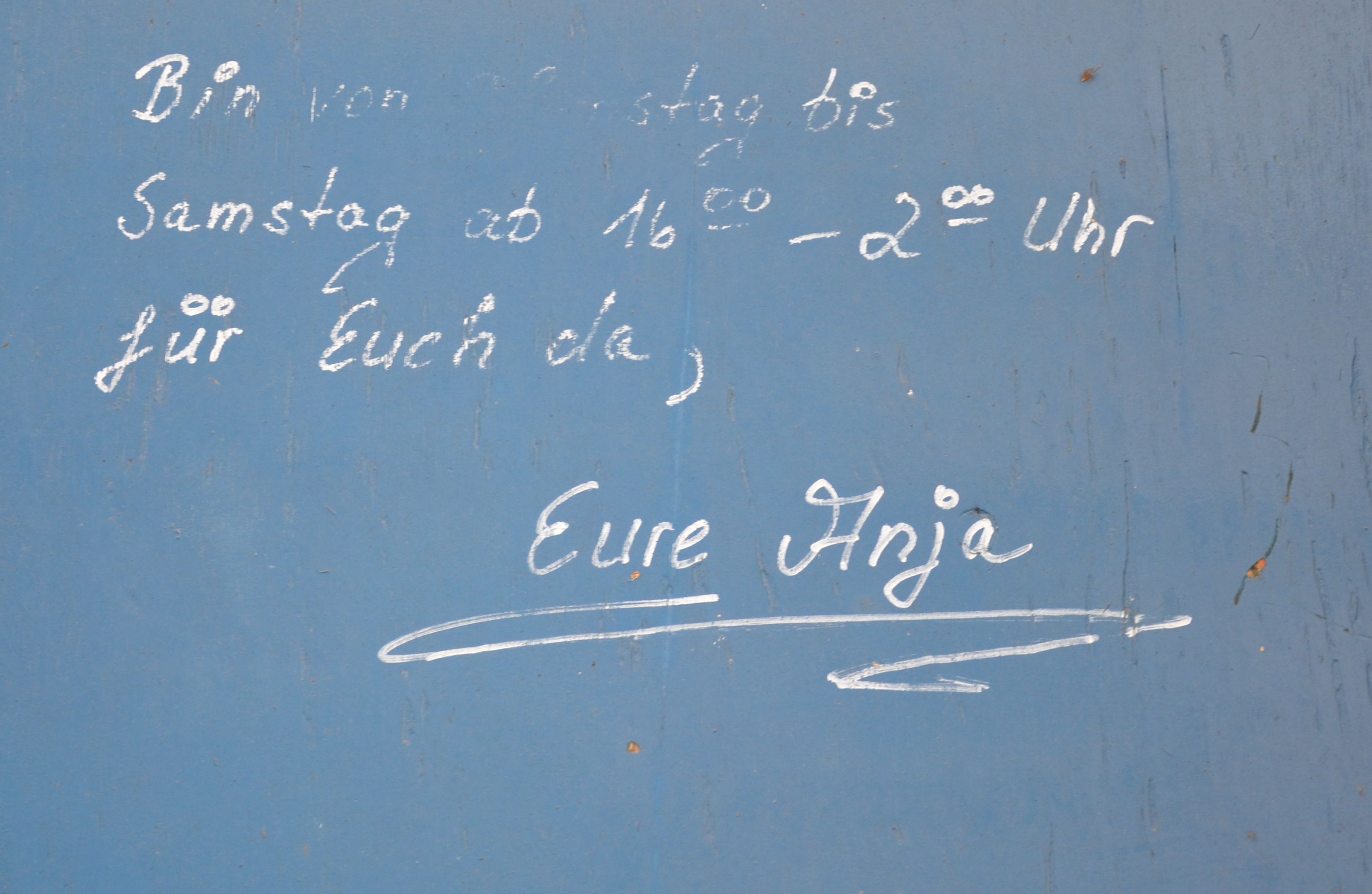
Schriftzug an einer Tür im Rampenloch

Das Rampenloch ist eine Straße in der ostwestfälischen Stadt Minden in Nordrhein-Westfalen, in der über lange Zeit fast ausschließlich Bordelle angesiedelt waren. Heute wird die Straße im Rahmen der Stadtentwicklung einer neuen Funktion zugeführt. 
Die Geschichte der Mindener Prostitution ist nachweislich bis weit in das Mittelalter zurückverfolgbar. Aus dieser Zeit stammen die ersten schriftlichen Erwähnungen; Aufmerksamkeit erregte sie insbesondere Anfang des 19. Jahrhunderts während Mindens preußischer Garnisonszeit. Die Geschichte der Prostitution in Minden ist so eng mit der Geschichte dieser Straße verwoben, dass das Rampenloch zu einem lokalen Synonym für Prostitution geworden ist.

## Etymologie
Der etymologische Ursprung der Bezeichnung Rampenloch ist nicht abschließend geklärt. Eine Theorie besagt, der Wortstamm sei auf einen Dialektausdruck für Kutteln oder Gekröse des Rindes zurückzuführen (siehe Rampen), was wiederum darauf hinweist, dass sich im 15. Jahrhundert an dem Ort der örtliche Müllhaufen beziehungsweise die Abdeckgrube der Stadt befand. Mit dem Rampendahl findet sich in Lemgo eine ähnliche Ortsbezeichnung.

## Geschichte

### Baugeschichte
Das Eckhaus Rampenloch 3 stammt aus dem Jahre 1802 und ist bis heute nahezu unverändert. Errichtet als Wohnhaus eines Maurermeisters, veranschaulicht es heute die Lebens- und Wohnverhältnisse am Beginn des 19. Jahrhunderts und wurde aus diesem Grund in die Denkmalliste aufgenommen. Baugeschichtlich ist weiter interessant, dass in der Straße das historische Pflaster des Jahres 1877 erhalten geblieben ist. Die Pflasterung, die heute in Minden einzigartig ist und daher ebenfalls in die Denkmalliste eingetragen wurde, besteht aus Kopfsteinen aus Basalt für die Fahrbahn, Randsteinen aus Sandstein und Gehwegen aus Klinkerstein. Seit 1908 lassen sich mehrere Prostituierte als Hausbesitzerinnen nachweisen. Nachdem um 1960 der östliche Zugang zum Rampenloch mit einer Trennwand verschlossen wurde, ist die Straße heute nur noch vom Königswall aus zugänglich.

### Verrufener Ort

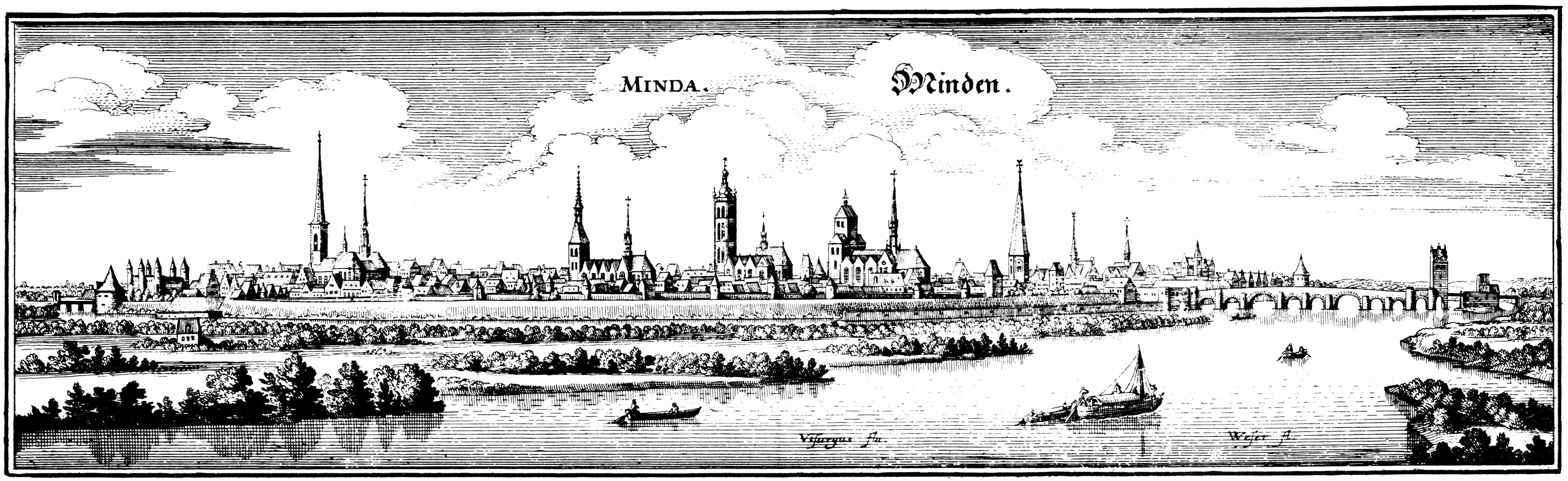
Minden 1641, Kupferstich von Matthäus Merian

Das Rampenloch, das früher außerhalb der Stadtgrenze lag, galt von jeher als ein verrufener Ort, der von der Bevölkerung gemieden wurde. Im Mittelalter befand sich dort ein Friedhof für Frauen, die wegen Kindesmordes zum Tode verurteilt worden waren. Kindesmord war zu der damaligen Zeit relativ weit verbreitet, da viele Frauen, wenn sie unfreiwillig schwanger wurden, in einer doppelten Klemme steckten: Bekamen sie das Kind, wurden sie von der Gesellschaft stigmatisiert, da sie sichtlich Unzucht betrieben hatten, sie wurden aus der Gesellschaft ausgestoßen und ihre Kinder zu Bastarden abgestempelt. Auf Infantizid stand die Todesstrafe, die Frauen waren somit für eine Beerdigung auf einem herkömmlichen Friedhof zu unehrenhaft und wurden weitab der Stadt verscharrt, meist an Orten, die schon stigmatisiert waren und für andere Entsorgungen benutzt wurden. Seit der Zeit der Reformation ist an dem Ort die öffentliche Aas- und Abfallgrube nachgewiesen, aus deren Zeit wohl auch der Name stammt. Im 16. Jahrhundert hatte sich eine Straße mit Armensiedlung gebildet. Bewohner, die aus verschiedenen Gründen nicht innerhalb der Stadtmauern leben durften, hatten sich wohl dort angesiedelt, teils weil sie aus Armut, Krankheit oder in der Ausübung unehrenhafter Berufe nicht innerhalb der Stadtgrenze wohnen durften, teils da sie vergleichbar mit den heutigen Slums der heutigen Dritten Welt von dem Wohlstandsmüll der Stadt lebten.

### Minden als Garnisonsstadt

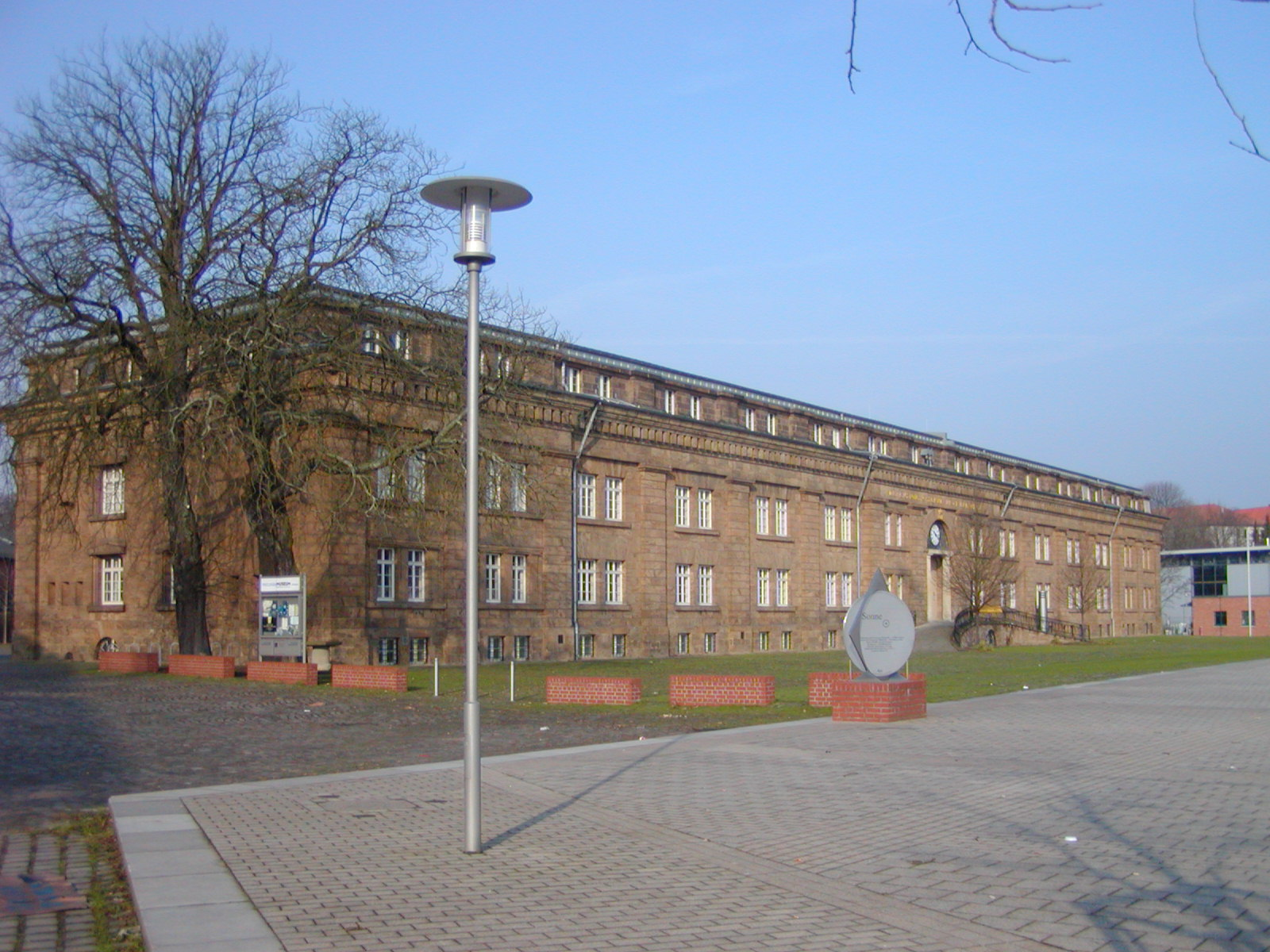
Defensionskaserne der stationierten preußischen Truppen

Am 13. November 1806 wurde Minden von französischen Truppen besetzt und dem französischen Königreich Westphalen einverleibt, in dem es bis 1813 verblieb, bis Napoleon I. in der Völkerschlacht bei Leipzig besiegt worden war. Die französischen Truppen verließen daraufhin das Mindener Land.
In der Amtszeit des ersten Mindener Landrates von Arnim (1816–1820) wurde die Mindener Festung unter Oberaufsicht der Regierung des Regierungsbezirks Minden wiederaufgebaut. Da Minden eine Festungsstadt war, waren dort eine Menge Soldaten stationiert, fernab ihrer Familien, und sexuelle Kontakte zu sogenannten ehrbahren Frauen waren per se tabu, daraus folgte, dass die Prostitution florierte wie selten zuvor, da viele Frauen keine andere Möglichkeit hatten, sich den Lebensunterhalt zu verdienen. Dies ging einher mit einer Verelendung der Stadtbevölkerung, die eine Folge der langen Besatzung durch die Franzosen war, die die einheimische Bevölkerung mit wirtschaftlichen und gesellschaftlichen Einschränkungen und Sanktionen schikaniert hatte. Die Prostitution war für eine breite Schicht der weiblichen Bevölkerung die einzige Möglichkeit geblieben, mit ihren Familien nicht vollkommen zu verelenden. Fehlende Ausbildung, zerrüttete Familienverhältnisse und uneheliche Herkunft kamen, laut zeitgenössischer Aussagen, als Negativfaktoren verstärkend hinzu und machten einen gesellschaftlichen Aufstieg zu dieser Zeit per se unmöglich.

### Ausbreitung von Geschlechtskrankheiten
Die vorherrschende Art der Prostitution war die Straßenprostitution, da es in der Mindener Festung zu diesem Zeitpunkt kein offizielles Bordell gab. Das wurde für die Armee zu einem ernstzunehmenden Problem, da sich Geschlechtskrankheiten ausbreiteten. Allein im Infanterieregiment Nr. 15 hatten sich im Herbst 1817 15 Soldaten des Füsilierbataillons mit Geschlechtskrankheiten angesteckt. Der Mindener Festungskommandant Generalmajor Ernst Michael von Schwichow, ein gebürtiger Pommer, wurde mit der Um- und Neugestaltung Mindens beauftragt. Er hatte die Oberaufsicht über daraus folgenden Aufgaben wie der Wieder- und Neugestaltung der Stadtfestung und die daraus folgenden Neuregelungen, wie Abriss von Häusern, Baubeschränkungen oder die ständige Einquartierung von Truppen. Da auch die Kontrolle der Hygiene und die Aufsicht über die Truppengesundheit in seinen Verantwortungsbereich fielen, wurde er von seinen Militärärzten auch über die gestiegene Infektionsrate mit Geschlechtskrankheiten informiert. Schwichow nahm die Ausbreitung der Krankheiten sehr ernst und machte bald die unkontrollierte Prostitution als Hauptquelle der Ansteckungen aus. Anders als die gängige moralische Denkweise zu der Zeit, die auf Auseinandersetzung mit Sexualität und deren Folgen, mit Ignoranz bis Ablehnung oder bestenfalls mit klangvollen aber meist wirkungslosen Plädoyers auf Enthaltsamkeit reagierte, ging Schwichow die Dinge konstruktiver an. Nach seiner Theorie war die einzige sinnvolle Möglichkeit die Ansteckungen zu stoppen, bzw. auf ein erträgliches Maß herunterzufahren, die offizielle Feststellung der Ansteckungsquelle – die Prostituierten – und ihre Heilung, nicht nur allein die der Soldaten. Die Kosten sollte die Stadt tragen. Am 3. November 1817 erging daraufhin Schwichows Befehl, dass jeder infizierte Soldat Ort und Person der Ansteckung offenbaren musste:
Kann oder will er dies nicht angeben, so soll er zwar couriert, aber nach der Genesung strenge bestraft werden.
Zusätzlich erregte im nahegelegenen Paderborn ein Prozess gegen eine Prostituierte und einen Zimmerwirt Aufsehen: Am 13. Juni 1817 wurde bei dem Paderborner Königlichen Oberlandesgericht gegen die 17-jährige Prostituierte Caroline Klütemeyer wegen „Winkelhurerei“, was nichts anderes bedeutet als Straßenprostitution, und dem Tagelöhner Wilhelm Heidemann wegen Duldung einer „Huren Wirtschaft“ in seinem Hause, was nichts anderes besagt, als dass er Prostituierten Zimmer ähnlich einem Stundenhotel vermietet hatte, Anklage erhoben. Das Gericht sprach jedoch die Beschuldigten frei, da es der Auffassung war, dass die Ausübung der Prostitution „liederlichen Weibes Personen“ nicht untersagt sei, solange diese unter staatlicher Aufsicht in den entsprechenden Lokalen geschehe.
Da es in der preußischen Festung Minden kein offiziell erlaubtes Bordell gab, wurde das Paderborner Urteil somit als Hinweis verstanden, auf die gezielte und kontrollierte Einrichtung von Bordellen hinzuwirken. Infolgedessen wandte sich Schwichow an das Königliche Ministerium des Innern mit der eindringlichen Bitte, in Minden ein solches Bordell errichten zu lassen, in welchem Prostituierte unter kontrollierten Bedingungen arbeiten sollten. Für die Kosten sollte ebenfalls die Stadt aufkommen. Der Anfrage wurde stattgegeben, da auch das Innenministerium feststellen konnte, dass in einer Garnisonsstadt wie Minden, voller lediger Soldaten, die Notwendigkeit einer Regelung der Prostitution bestand.

### Kontrolle der Prostitution
Da man den Straßenstrich möglichst aus dem Mindener Stadtbild verdrängen wollte, sollte den Prostituierten ein Bordell („Hurenwirtschaft“), verpflichtend zugewiesen werden. Schwichow veranlasste, dass die Mindener Stadtverwaltung am 29. November 1817 die registrierten und somit namentlich bekannten Prostituierten aufsuchte und sie vor die Wahl stellte: Entweder arbeiten sie unter wöchentlichen Gesundheitsinspektion weiter, unter welcher sie im Falle einer diagnostizierten Krankheit auch selbst für ihre Heilung aufkommen mussten, oder es wurde ihnen verboten und Zuwiderhandlung mit Strafe belegt. Eine weitere Auflage war, dass verheiratete Prostituierte einen Erlaubnisschein ihres Ehemannes vorzulegen hatten, um auf legalem Wege weiter arbeiten zu dürfen.
Das erste Bordell war zunächst ein halboffizielles Provisorium, da die offizielle Regelung sich dann allerdings doch bis 1823 hinzog, weil es zu Widerstand aus der Bevölkerung gekommen war und der Landrat darauf hinwies, dass die Stadt mit unter 10.000 Einwohnern für einen Bordellbetrieb zu klein sei. Am 27. Dezember 1823 genehmigte das Innenministerium schließlich doch ein offizielles Soldatenbordell – mit Hinblick auf die Notwendigkeit, die Prostitution in einer Garnisonsstadt zu regeln. Verbunden war diese Genehmigung mit ministerieller Kritik an der Wortwahl der Mindener Behörde, die Freudenhaus als Bezeichnung für ein Bordell genommen hatte:
Ich kann übrigens den von der königlichen Regierung verwendeten Begriff Freudenhaus nicht billigen, weil an sich schlechte Dinge durch veränderte Namen nicht veredelt werden können und dürfen, auch die gedachte Nennung nicht passend ist, da Bordelle nur zu oft die Quelle langer Leiden und Reue werden.
Das erste Bordell nach dem Erlass der Stadt entstand entgegen der Mindener Stadtlegenden allerdings noch nicht im Rampenloch, sondern am heutigen Heidemannschen Haus Nr. 575 (später Königswall 87) und wurde dort in den Jahren 1817 bis 1846 für Prostitution genutzt. Nach dem Tod der Bordellwirtin wurde das Lokal am Königswall 1846 aufgelöst. In der darauf folgenden Zeit wechselte der Mindener Bordellbetrieb häufig seine Standorte, bevor sich Prostituierte am Rampenloch niederließen. So gab es beispielsweise Bordelle am heutigen Deichhof oder aber wieder am Königswall in den Jahren 1900 bis 1910 oder aber in der heutigen Soodgasse und am Weingarten. Allerdings ging die Straßenprostitution dadurch kaum zurück. Nicht nur die Wallanlagen am Simeonstor tauchten in Anzeigen als Kontaktort auf, sondern sogar die Wache am Wesertor. 1839/1840 wurde deshalb die Schließung der Bordelle erwogen, denn die Straßenprostitution sei nur kurz zurückgegangen, wie der Bürgermeister feststellte. Die Kommandeure der verschiedenen Truppenteile in der Festung waren sich selbst uneins, sprachen sich teils für die Auflösung, teils für den Weiterbetrieb aus.
Die Militärärzte konnten allerdings eine deutlich geringere Zahl von Geschlechtskranken seit Errichtung des Bordells geltend machen: 46 Fälle in vier Jahren. Der Regimentsarzt des Infanterieregiments 15 schrieb dies einerseits der Sittlichkeit mancher Soldaten zu, verwies aber auch auf gegenteilige Fälle: Als die Einheit in Wesel stationiert war, wo es drei „gemeine und wohlfeile“ Bordelle gab, steckten sich in drei Monaten 22 Mann bei erkrankten Bordell-Prostituierten an. Die Mindener Bordelle blieben aber bestehen und zogen Ende des 19. Jahrhunderts in das Rampenloch, das ab da als Bordellstraße galt.

### Aktuelle Entwicklungen

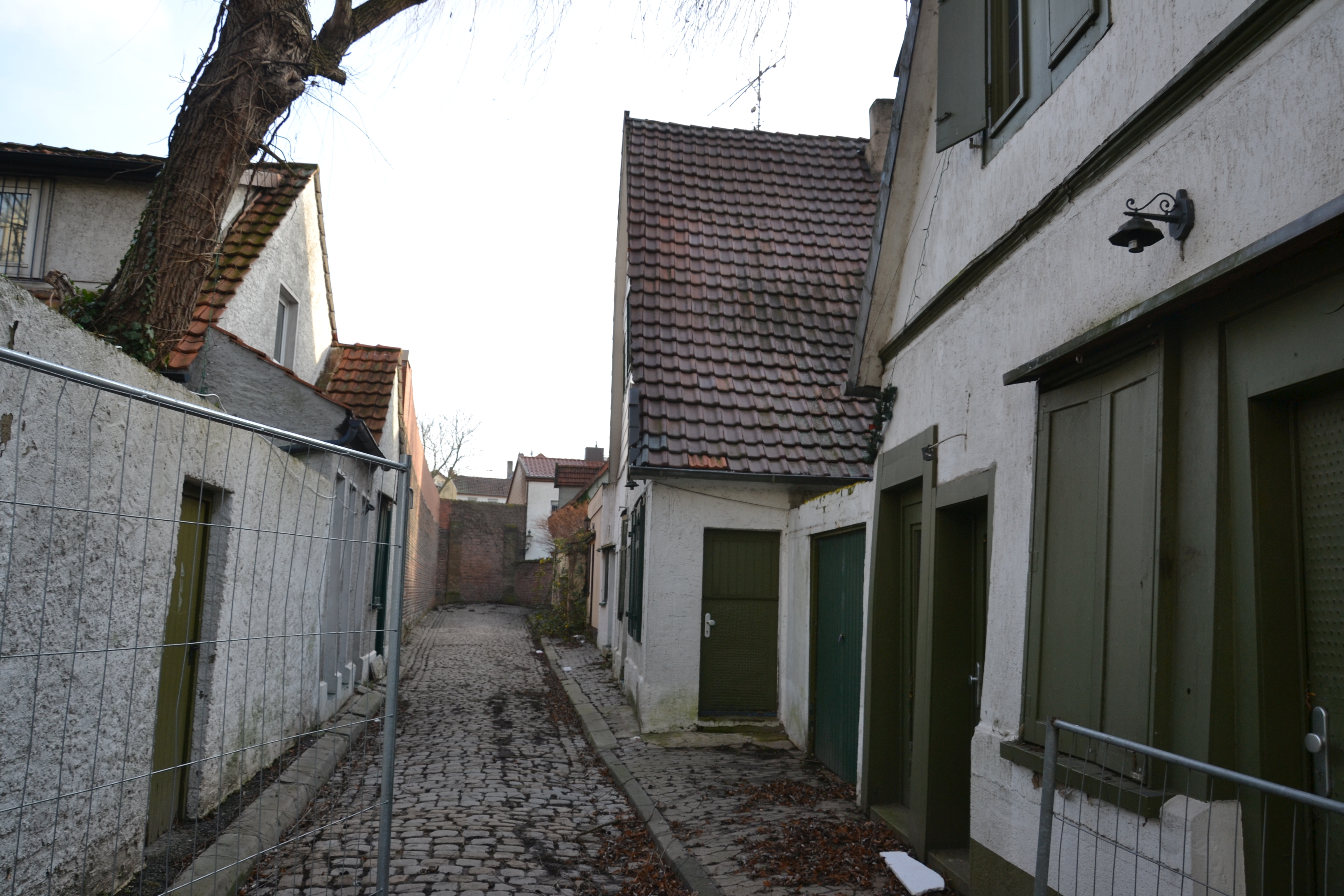
Blick in das Rampenloch im Januar 2020

## 20. Jahrhundert und Gegenwart